# Findling Svantekahs

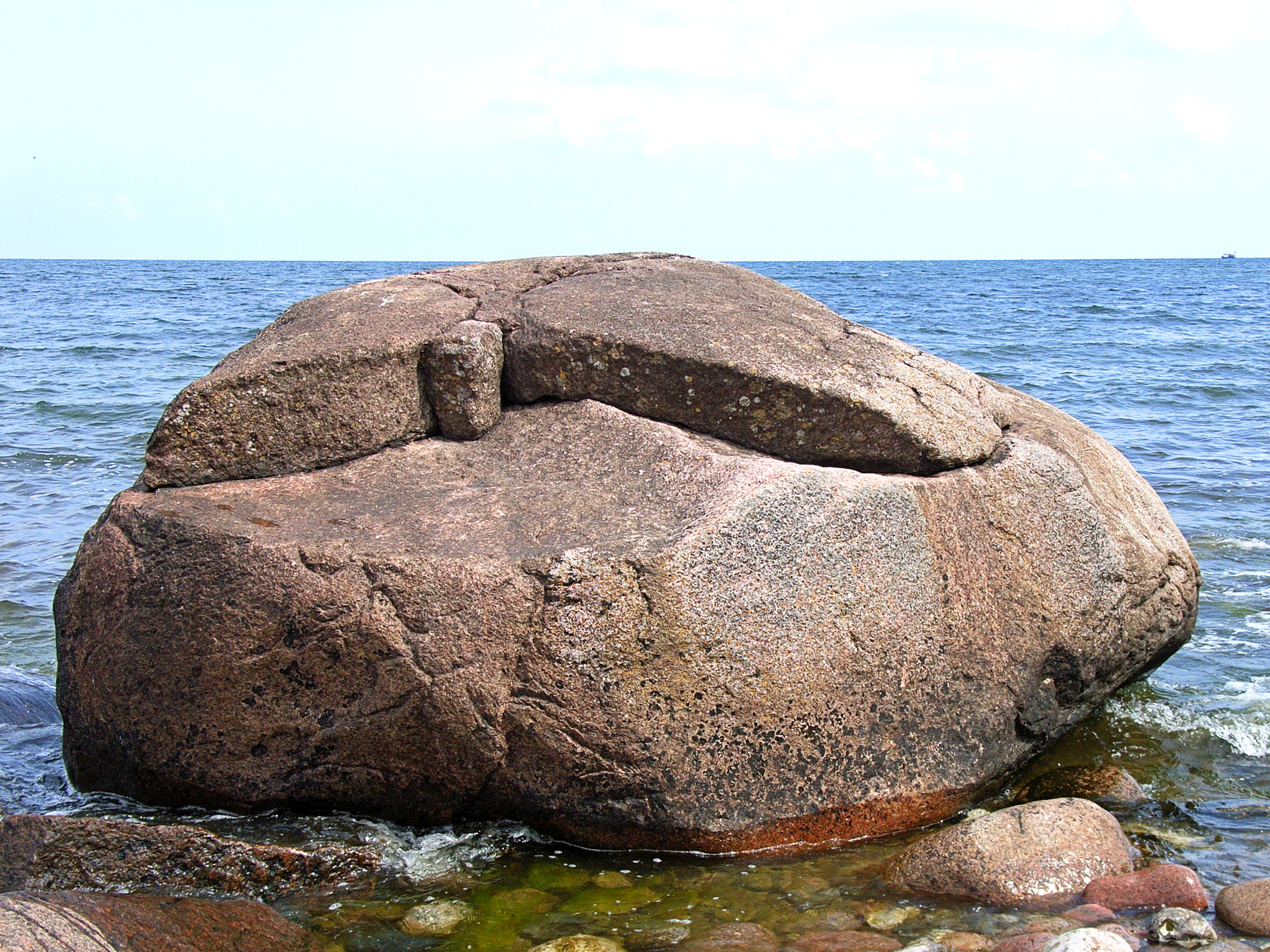
Der Svantekahs bei Ruschvitz

Der Findling Svantekahs (frühere und alternative Schreibweisen in geringerer Häufigkeit: Svantekas, Swantekahs, Sventekahs) liegt auf der Insel Rügen am nordwestlichen Ufer der Halbinsel Jasmund bei Ruschvitz, einem Ortsteil von Glowe, und gehört zu den gesetzlich geschützten Geotopen in Mecklenburg-Vorpommern. Er ist mit den Gletschern der Letzten Eiszeit aus dem schwedischen Småland hierher transportiert worden.

## Größe und Beschaffenheit
Der Findling hat laut Erfassungsbeleg des Landesamtes für Umwelt, Naturschutz und Geologie Mecklenburg-Vorpommern ein Volumen von 15 m³ und ist 3,8 m lang, 2 m breit und 2 m hoch und liegt am Blockstrand etwa 900 m nordwestlich von Ruschvitz. In der vom selben Landesamt im selben Jahr herausgegebenen Broschüre „Geschützte Findlinge der Insel Rügen“ wird von 4 m × 3 m × 2,5 m ausgegangen, was einem Volumen von 18 m³ und damit einer Masse von 49 Tonnen entspricht.
Der Findling besteht aus mittelkörnigem Växjö-Granit. Er ist durch seine Lage in der direkten Brandungszone – wohl auch durch Frostsprengung – verstärkter Erosion ausgesetzt.

## Name
Die Namensherkunft ist umstritten. Meist wird Svantekahs im Sinne von Heiliger Stein aus der polabischen Sprache hergeleitet: swątë → svante = heilig; skala, kam = Felsen, Gestein. Eine andere Erklärung geht vom regional früher üblichen Wort Kas (für eine Zufahrtsrinne für Fischerboote zum Strand) und Svente (für einen seit langem wüst liegenden Ort westlich von Ruschvitz) aus.